# SM UC-5
Le SM UC-5 (ou Unterseeboot UC-5) est un sous-marin allemand (U-Boot) de type UC I mouilleur de mines utilisé par la Kaiserliche Marine pendant la Première Guerre mondiale.

## Conception
Sous-marin allemand de type UC I, le SM UC-5 a un déplacement de 168 tonnes en surface et de 183 tonnes en immersion. Il avait une longueur totale de 33,99 m, une largeur de 3,15 m, et un tirant d'eau de 3,04 m. Le sous-marin était propulsé par un moteur diesel Daimler-Motoren-Gesellschaft à six cylindres et quatre temps, produisant 90 chevaux-vapeur (66 kW), un moteur électrique produisant 175 chevaux-vapeur (129 kW) et un arbre d'hélice. Il était capable de fonctionner à une profondeur de 50 mètres.
Le sous-marin avait une vitesse maximale en surface de 6,20 nœuds (11,48 km/h) et une vitesse maximale en immersion de 5,22 nœuds (9,67 km/h). Lorsqu'il est immergé, il peut parcourir 50 milles marins (93 km) à 4 nœuds (7,4 km/h) ; lorsqu'il fait surface, il peut parcourir 780 milles marins (1 440 km) à 5 nœuds (9,3 km/h). Le SM UC-5 était équipé de six tubes de mines de 100 centimètres, douze mines UC 120 et une mitrailleuse de 7,92 millimètres. Il a été construit par l'AG Vulcan Stettin et son équipage était composé de quatorze membres.
Le SM UC-5 a été commandé le 23 novembre 1914 comme le cinquième d'une série de 15 bâtiments de type UC I (numéro de projet 35a, attribué par l'Inspection des navires sous-marins), dans le cadre du programme de guerre d'expansion de la flotte. Les dix premiers bâtiments de ce type, dont l'UC-5, ont été construits dans le chantier naval Vulcan à Hambourg. Le chantier naval, qui n'avait aucune expérience préalable dans la construction de sous-marins, a estimé la durée de construction du bâtiment à 5-6 mois, et pour respecter ce délai, il a dû arrêter la construction de torpilleurs.

## Affectations
Comme la plupart des sous-marins de sa classe, le SM UC-5 était sous le commandement de la Flottille sous-marine Flandres, qui faisait partie du Corps de marine Flandres (de), et était déployée depuis Zeebruges.
- Flottille sous-marine Flandres du 27 juillet 1915 au 27 avril 1916

## Commandement
- Oberleutnant zur See (Oblt.) Herbert Pustkuchen (de) du 19 juin 1915 au 18 décembre 1915
- Oberleutnant zur See (Oblt.) Ulrich Mohrbutter (de) du 19 décembre 1915 au 27 avril 1916

## Patrouilles
Le SM UC-5 a réalisé 29 patrouilles pendant son service actif.

## Navires coulés
Les mines mouillées par le SM UC-5 ont coulé 28 navires marchands pour un total de 36 126 tonneaux, deux navires de guerre pour un total de 1 105 tonnes et ont endommagé sept navires marchands pour un total de 20 262 tonneaux au cours des 29 patrouilles qu'il effectua.
| Date              | Nom              | Nationalité | Tonnage | Destin    |
| ----------------- | ---------------- | ----------- | ------- | --------- |
| 6 août 1915       | Leandros         | Royaume-Uni | 276     | Coulé     |
| 13 août 1915      | Amethyst         | Royaume-Uni | 57      | Coulé     |
| 13 août 1915      | Summerfield      | Royaume-Uni | 687     | Coulé     |
| 13 août 1915      | Sverige          | Suède       | 1 602   | Coulé     |
| 21 août 1915      | William Dawson   | Royaume-Uni | 284     | Coulé     |
| 30 août 1915      | Bretwalda        | Royaume-Uni | 4 037   | Endommagé |
| 30 août 1915      | Honiton          | Royaume-Uni | 4 914   | Coulé     |
| 30 août 1915      | Saint Chamond    | France      | 2 866   | Endommagé |
| 8 septembre 1915  | Monarch          | Royaume-Uni | 1 122   | Coulé     |
| 19 septembre 1915 | Tord             | Suède       | 1 313   | Endommagé |
| 4 octobre 1915    | Enfield          | Royaume-Uni | 2 124   | Endommagé |
| 6 octobre 1915    | Brighton Queen   | Royaume-Uni | 553     | Coulé     |
| 10 octobre 1915   | Newcastle        | Royaume-Uni | 3 403   | Coulé     |
| 12 octobre 1915   | Frons Olivae     | Royaume-Uni | 98      | Coulé     |
| 19 octobre 1915   | Erin II          | Royaume-Uni | 181     | Coulé     |
| 20 octobre 1915   | Star of Buchan   | Royaume-Uni | 81      | Coulé     |
| 22 octobre 1915   | Grappler         | Royaume-Uni | 690     | Endommagé |
| 23 octobre 1915   | Ilaro            | Royaume-Uni | 2 799   | Coulé     |
| 25 octobre 1915   | HMS Velox        | Royal Navy  | 380     | Coulé     |
| 17 novembre 1915  | HMHS Anglia (en) | Royal Navy  | 1 862   | Coulé     |
| 17 novembre 1915  | Lusitania        | Royaume-Uni | 1 834   | Coulé     |
| 19 novembre 1915  | Falmouth III     | Royaume-Uni | 198     | Coulé     |
| 29 novembre 1915  | Dotterel         | Royaume-Uni | 1 596   | Coulé     |
| 26 décembre 1915  | E 6              | Royaume-Uni | 725     | Coulé     |
| 26 décembre 1915  | Resono           | Royaume-Uni | 230     | Coulé     |
| 12 janvier 1916   | Algerian         | Royaume-Uni | 3 837   | Coulé     |
| 13 janvier 1916   | Albion II        | Royaume-Uni | 240     | Coulé     |
| 1er février 1916  | Prinses Juliana  | Pays-Bas    | 2 885   | Coulé     |
| 15 février 1916   | Bandoeng         | Pays-Bas    | 5 851   | Endommagé |
| 20 février 1916   | Dingle           | Royaume-Uni | 593     | Coulé     |
| 21 février 1916   | La Flandre       | Pays-Bas    | 2 018   | Coulé     |
| 24 février 1916   | Tummel           | Royaume-Uni | 531     | Coulé     |
| 26 mars 1916      | Hebe             | France      | 1 494   | Coulé     |
| 26 mars 1916      | Khartoum         | Royaume-Uni | 303     | Coulé     |
| 27 mars 1916      | Harriet          | Danemark    | 1 372   | Coulé     |
| 31 mars 1916      | Clinton          | Royaume-Uni | 3 381   | Endommagé |
| 31 mars 1916      | Memento          | Norvège     | 1 076   | Coulé     |

## Destin
Le 25 avril 1916, le SM UC-5 quitte le port de Zeebruges pour une nouvelle opération de dépose de mines. Le 27 avril 1916 à 10 h 15, le bâtiment, naviguant à la profondeur de périscope, s'échoue dans la zone de Harwich sur le haut-fond de Shipwash à la position géographique de 51° 59′ N, 1° 38′ E. Il est repéré à 13 h 0 par le destroyer HMS Firedrake (en), et l'équipage saborde le sous-marin avant d'être capturé. Les opérations  de sabordage ayant été menées hâtivement, le sous-marin n'est que légèrement endommagé car certaines charges explosives n'ont pas fonctionné. Le SM UC-5 est renfloué par les Britanniques et remorqué à Harwich, puis réparé dans le chantier naval local. Le 24 juillet, le navire, en tant que prise de guerre, est exposé à Temple (en), quartier de Londres sur la Tamise, pour une opération de propagande sur l'efficacité des opérations de la Royal Navy. À la mi-août, le sous-marin avait été visité par plus de 200 000 personnes. 
Après la déclaration de guerre contre l'Allemagne par les États-Unis, en octobre 1917, le SM UC-5 est transporté en trois parties à New York et placé à Central Park pour augmenter la vente des obligations militaires américaines (Liberty bond (en)),,,,. En novembre, le navire est transporté à Montréal, puis à Toronto, après quoi il commence sa tournée aux États-Unis (où probablement 25 millions de personnes l'ont vu).
 Après la guerre, le SM UC-5 est mis au rebut aux États-Unis.

## Galerie

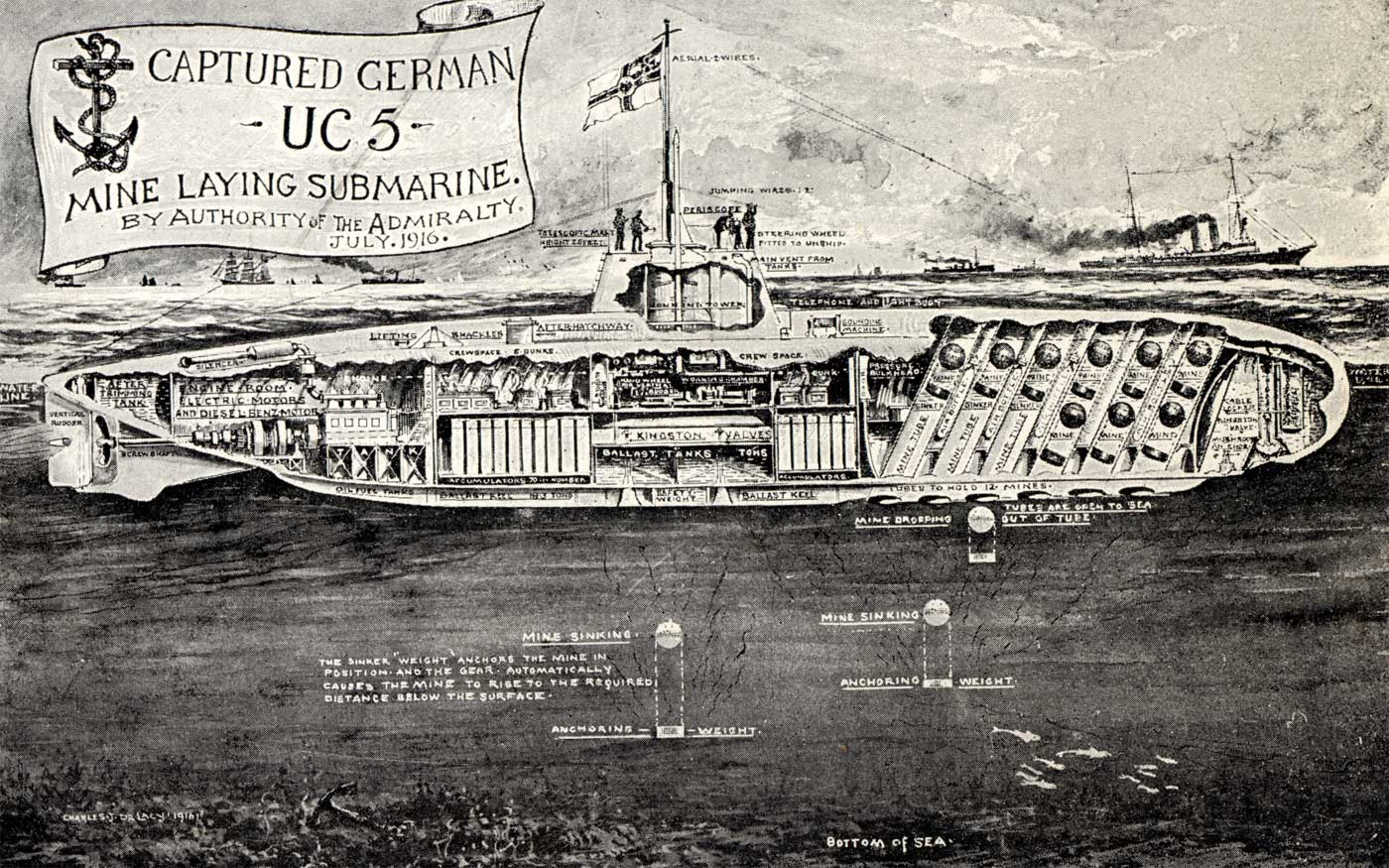
Schéma du SM UC-5
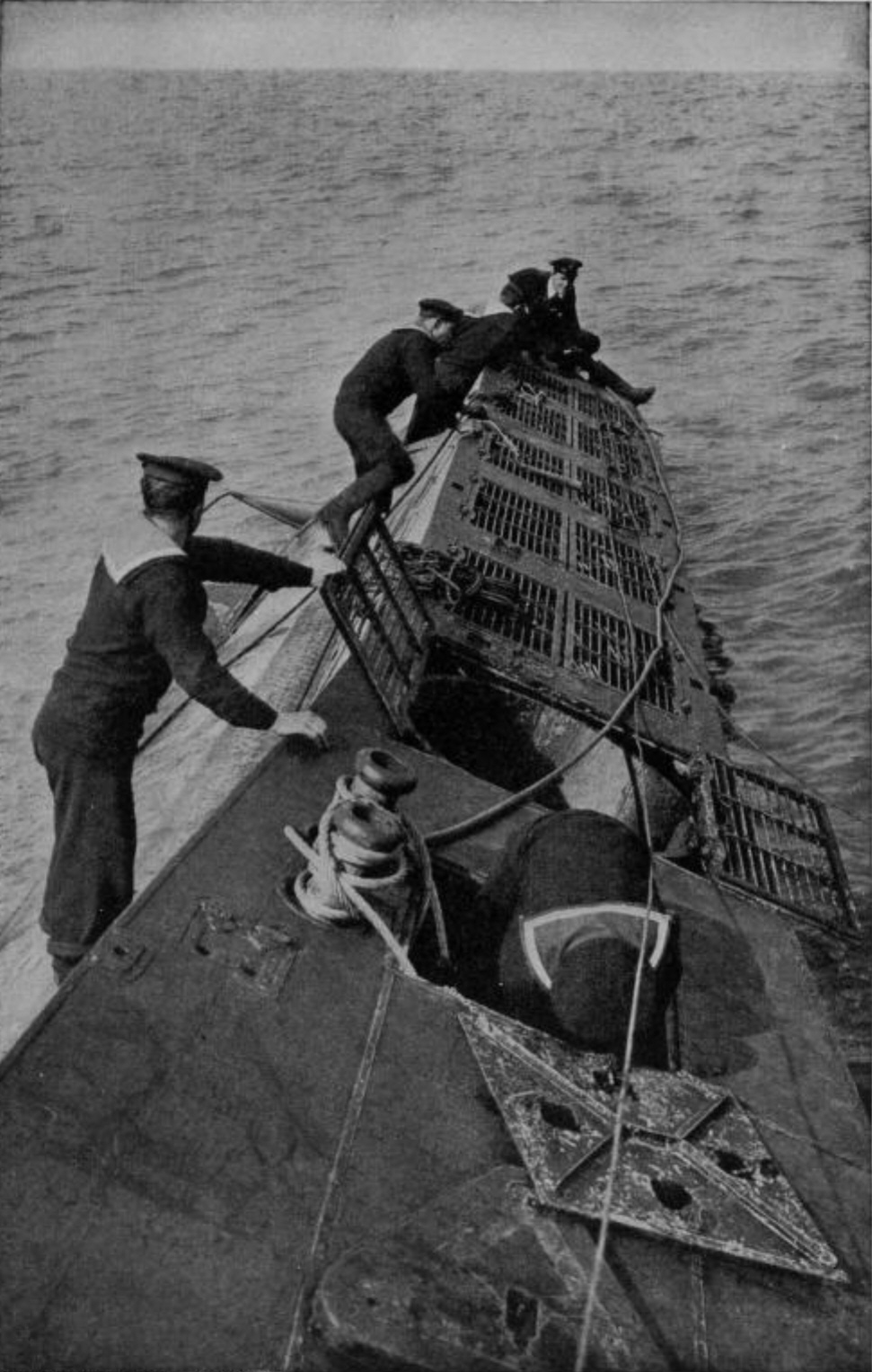
UC-5 au moment de sa capture
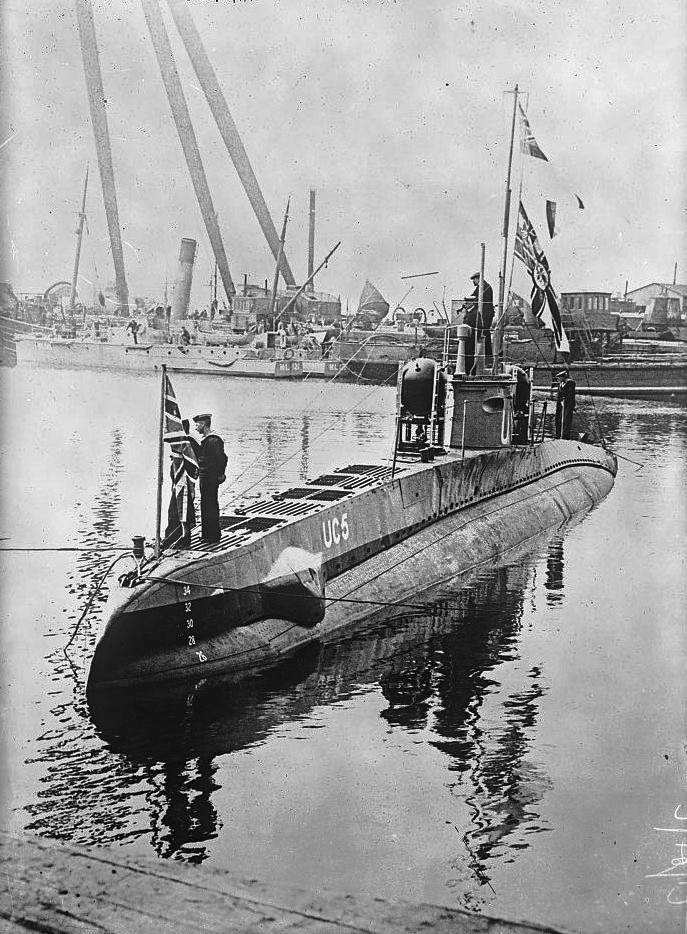
UC-5 sous pavillon anglais, après sa capture
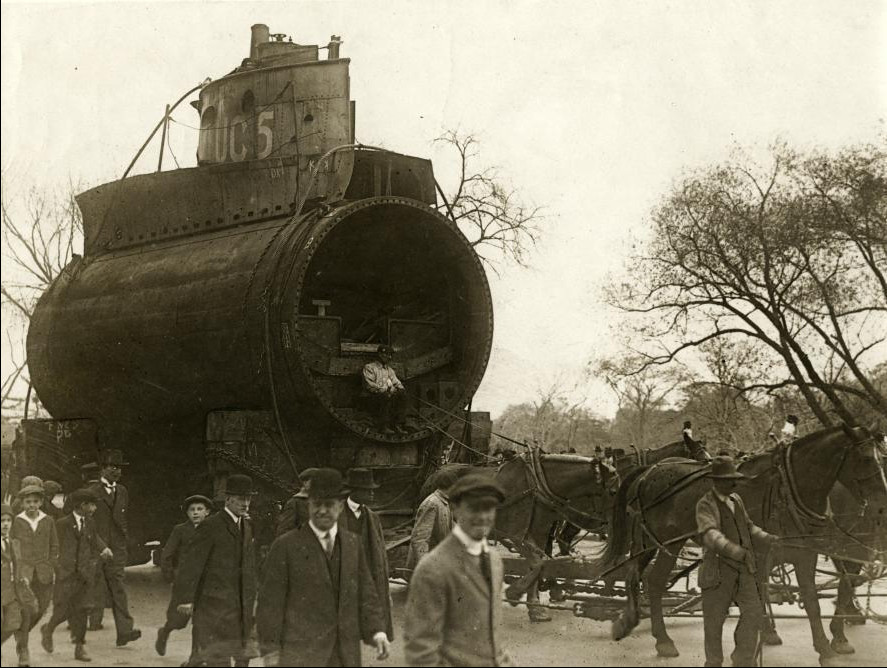
Tronçon du UC-5 transporté vers Central Park à New York
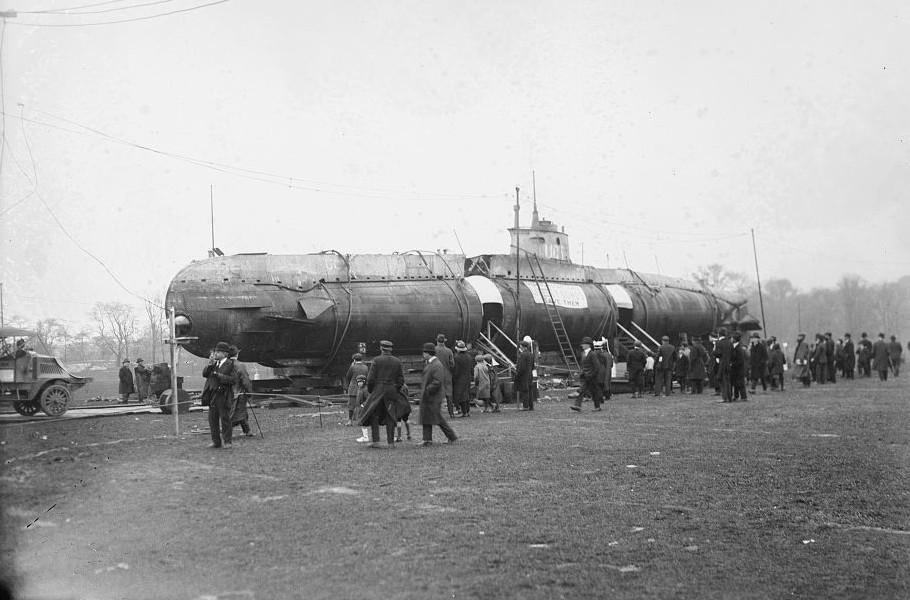
UC-5 exposé dans Central Park
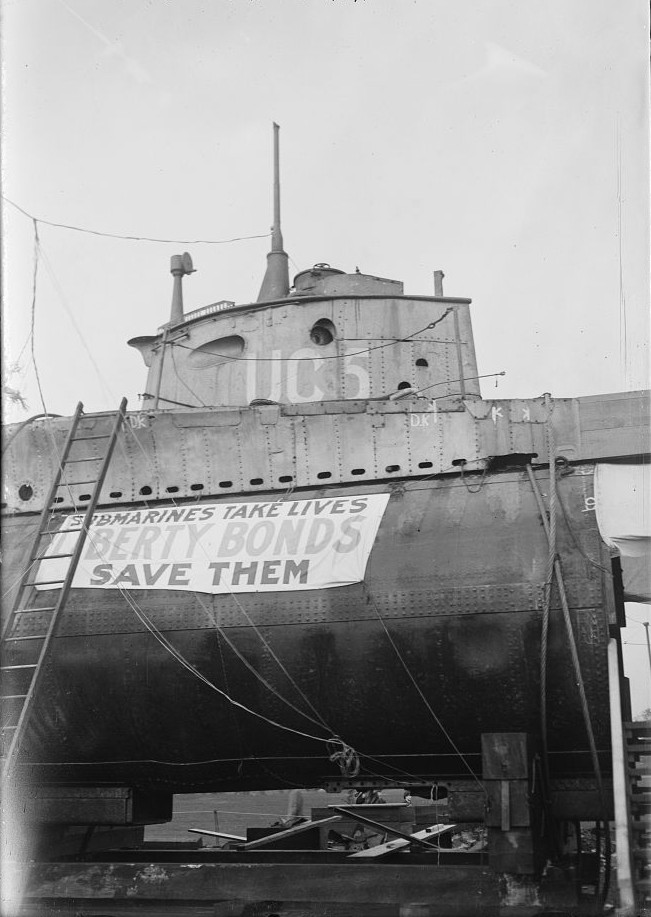
Banderole de levée de fonds sur l'UC-5 à Central Park